# Emancipator
Douglas Appling, né le 27 mai 1987 à New York, connu sous son nom de scène Emancipator ou Emancipator Ensemble pour ses tournées sous forme de groupe, est un DJ et producteur américain de trip hop, downtempo et de musique expérimentale électronique basé à Portland.
Il autoproduit tous ses albums dans plusieurs formats avec son premier label Emancipator Music puis, depuis 2012, Loci Records, label avec lequel il produit également d'autres artistes.

## Biographie

### Jeunesse et influences
Douglas Appling passe sa jeunesse en Virginie. Il y apprend le violon de 4 à 12 ans, puis la guitare électrique, la basse électrique et la batterie.
Il étudie au collège de William et Mary la psychologie, et en particulier la psychologie et la théorie de la musique afin d'explorer la manière avec laquelle la musique peut toucher les gens, en particulier les sons de basse, qui appellent à des instinct primaires ; il affirme que ces cours l'auront beaucoup influencé par la suite.
Il dit avoir été fortement influencé par un épisode des Simpson, Homerpalooza (1996), où Cypress Hill joue en concert avec l'Orchestre symphonique de Londres, lors duquel il a compris l'intérêt de combiner le hip hop avec de la musique orchestrale. La bande originale du jeu-vidéo Mortal Kombat, auquel il joue beaucoup en tournée dans le bus, l'a également beaucoup influencé. Il cite la « collection musicale éclectique » de son père comme ayant réveillé son intérêt pour la musique électronique, et sa mère, qui de par son volontariat au sein du Corps de la Paix, l'a exposé aux « sanzas africains et à tout autre son hors de la palette occidentale. »
Il affirme qu'il s'est intéressé à l'édition de musique électronique le jour où « il a eu une copie du logiciel d'édition musicale ACID Pro » : il édite d'abord ses artistes favoris puis commence à faire son propre son,.

### Soon it will be cold enoughet ses débuts (2006)
Emancipator se fait remarquer une première fois sur une compilation du label de Nujabes, Hyde Out Recordings (en), avec le titre With Rainy Eyes. Il change alors d'éditeur de musique et laisse Acid Pro et Reason pour Ableton Live, qui devient le séquenceur musical et la station audionumérique qu'Emancipator utilisera pour toutes ses productions.
En 2006 à 19 ans et alors qu'il est toujours étudiant, Douglas Appling sort son premier album, Soon it will be cold enough, autoproduit sous son label Emancipator Music. Il montre un style très tourné vers le trip hop et le downtempo, avec des touches de modern classical et de nu jazz. D'abord autoproduit en CDr, il est ensuite produit en 2008 pour le Japon par le producteur japonais Nujabes, qui se charge de produire 5 000 unités sous le label Hyde Out Recordings, vendues en 6 mois. L'ordre des chansons est différent et possède deux titres en moins : Maps et Father King. Par ailleurs, la violoniste Cindy Kao intervient sur plusieurs titres (Lionheart, Eve et Anthem), tandis que Thao Nguyen chante un texte qu'elle a écrit elle-même sur When I go. Emancipator autoproduit en 2009 la version numérique de l'album sur le site Bandcamp.
Doug Appling crée une ambiance chaleureuse grâce à ses parties instrumentales mélancoliques. Des voix et des samples de bruits naturels entourent une batterie juste, un piano et un violon qui expriment une certaine douceur, et une guitare qui vient bousculer tout ça en remplaçant le violon, notamment dans Maps. Ces sons simples font qu'il est facile d'entrer dans l'ambiance développée par Emancipator.
Toujours en 2009, il noue un partenariat avec Puma, est interviewé par Rolling Stone Japon et voit son titre Maps, du premier album, joué aux Jeux olympiques d'été de 2008.
Il déménage en 2009 à Portland où il donne son premier concert sous le nom d'Emancipator en tant que première partie de Bonobo qu'Appling considère comme étant « l'un de [ses] producteurs favoris ».

### Deuxième album avecSafe In The Steep Cliffs(2010)
Emancipator reste dans du trip hop et downtempo avec son deuxième album, Safe In The Steep Cliffs, qui sort en 2010 aux États-Unis (autoproduit) et au Japon (Rockwell),  bien accueilli par la critique. S'il conserve l'ambiance du premier disque, la présence d'instruments organiques est plus importante. Le multi-instrumentiste Uyama Hiroto, aux claviers dans le titre Kamukura renforce les influences asiatiques du label japonais Hyde Out Recordings. Taurin Barrera (guitare) et Thacher Schmid (alto et mandoline) sont les autres artistes avec lesquels il va collaborer. Ce dernier sera également présent dans son 4e album, Dusk to Dawn.

### Remixeset pistes en libre téléchargement
En 2011, il sort l'album Remixes, dans lequel ses titres précédents sont remixés par d'autres artistes, dont Blockhead. Il est une nouvelle fois autoproduit pour la version américaine (en FLAC) et produit par Rockwell pour la version japonaise (en CD). Ces remixes offrent une autre perspective musicale aux créations d'Emancipator, en les revisitant dans un style plus hip-hop expérimental.
Il propose par ailleurs plusieurs titres en libre téléchargement : Free downloads (qui comprend en fait un titre inédit, Shook, avec la participation de Sigur Rós et Mobb Deep, et deux remixes de Maps et Father King, du premier album) et Elephant Survival.

Ilya Goldberg et Doug Appling à Istanbul en 2013.

À partir de cette époque, Doug Appling est accompagné dans ses tournée du violoniste Ilya Goldberg, cet instrument étant l'un des instruments dominant de sa musique. Cela lui permet d'attirer un peu plus l'attention de la critique, laquelle est d'autant plus positive.

### Loci Records etDusk To Dawn(2013)
En 2012, Douglas Appling crée un nouveau label, Loci Records, avec lequel il souhaite créer une plateforme pour des artistes qui partagent la même vision de la musique : entre downtempo mélodique, hip hop intrumental, et musique électronique, tels que Stèv et Tor. Le premier album produit par Loci Records est Drum Therapy, de ce dernier.
C'est avec ce nouveau label qu'il sortira un an plus tard son troisième album studio Dusk To Dawn. Il y fait appel à plusieurs musiciens, comme Jamie Janover (hammered dulcimer), Ilya Goldberg (violon, alto), Madeline Hawthorne (voix), Derek Van Scoten (mandoline), Thacher Schmid (violon, alto), Cedar Miller (percussions), Dominic Lalli (saxophone), Eve Grice (voix), Marcus Marino (piano), Rena Jones (violoncelle) et fait une importante tournée, avec un groupe de quatre artistes, appelé Emancipator Ensemble, pour l'occasion. Ce groupe va par la suite être reconduit pour toutes les sessions live de l'artiste. En 2015, un critique qualifie celles-ci d'« expérience inoubliable ».
Il participe en 2013 au festival Lightning in a Bottle (en) en tant que co-tête d'affiche. Emancipator est en tournée en 2014 dans les États-Unis, accompagné de Blockhead, Odesza et Real Magic, confirmant un rapprochement avec Blockhead avec qui il a déjà travaillé sur son album Remixes en 2011.
En août 2014, Loci Records sort sa première compilation sous le nom de Season One ; elle réunit des titres de plusieurs artistes intégrant le label, dont Emancipator avec Diamonds,.
Le 4 juin 2015, Emancipator sort sous le label Loci Records son premier album live, Live in Athens en tant que « Emancipator Ensemble » ainsi qu'un nouvel album de remixes le mois suivant, Dusk to Dawn Remixes, toujours chez Loci Record.

### Seven Seas(2015)
En 2015, Emancipator sort son quatrième album studio, Seven Seas, chez Loci Record.
Emancipator Ensemble part en tournée européenne en 2016.

### Baralku(2017)
En novembre 2017, Emancipator sort son cinquième album studio, Baralku. L'album, ainsi nommé d'après une île spirituelle où les Aborigènes croient que résident les morts, est accompagné de trois singles : Ghost Pong, Goodness et Baralku,.

### Mountain of Memory(2020)
En janvier 2020, Emancipator sort un nouveau single, Labyrinth et révèle le titre de son prochain album studio : Mountain of Memory, prévu pour avril de la même année. Il annonce par la même occasion une tournée américaine d'avril à mai avec son groupe Emancipator Ensemble,. En février, il sort un deuxième single, Iron Ox, puis en mars un troisième, Himalayan. À cause de la pandémie de maladie à coronavirus 2019, qui a poussé de nombreuses personnes à être confinées chez elles ou à ne pas pouvoir se réunir en grand nombre, Emancipator repousse sa tournée à juillet de la même année.

## Discographie d'Emancipator

### Albums
- | Soon it will be cold enough (autoproduit / Hyde Out Recordings, 2006 ) [ 10 ] , [ 42 ] Autoproduit (Emancipator Music) en numérique et CDr pour les États-Unis ; produit par Hyde Out Recordings en CD pour le Japon Eve Soon It Will Be Cold Enough To Build Fires First Snow Wolf Drawn Anthem Smoke Signals When I Go Periscope Up With Rainy Eyes Good Knight Lionheart Maps Father King The Darkest Evening Of The Year |
- | Safe In The Steep Cliffs (autoproduit / Rockwell, 2010 ) [ 13 ] , [ 43 ] Autoproduit (Emancipator Music) en numérique et CD pour les États-Unis ; produit par Rockwell en CD pour le Japon Greenland Black Lake Jet Stream Kamakura All Through The Night Old Devil Nevergreen Ares Rattlesnakes Bury Them Bones Vines Hill Sighed Siren Safe In The Steep Cliffs |
- | Dusk To Dawn (Loci Records en CD et Vinyl, 2013 ) [ 22 ] , [ 44 ] Minor Cause Valhalla Merlion Outlaw Dusk To Dawn The Way Afterglow Eve II Natural Cause Galapagos |
- | Seven Seas (Loci Records en CD, 2015 ) [ 31 ] , [ 45 ] All In Here Seven Seas feat. Madelyn Grant 1993 Ocelot Vision Quest Land & Sea feat. Molly Parti Canopy Delta Trance The Key Oasis Honey Barnacles |
- | Baralku (Loci Records, 2017 ) [ 46 ] Baralku Ghost Pong Mako Daffodil Pickles Tree Hunt Abracadabra Goodness Udon Bat Country Pancakes Rappahannock Winter Dub Time for Space Sands |
- | Mountain of Memory (Loci Records, 2020 ) [ 47 ] Alligator Pollo Sneeps Waxin Dodo Blue Dream Awakenings Iron Ox Currents Labyrinth Chiefin Forged Snakes and Ladders She Gone to the River Himalayan |

### Remixes
- | Remixes (autoproduit / Rockwell, 2011 ) [ 14 ] , [ 48 ] Autoproduit (Emancipator Music) en FLAC pour les États-Unis ; produit par Rockwell en CD pour le Japon Anthem ( Nym Remix) Ares ( Big Gigantic Remix) Bury Them Bones ( Marley Carroll Remix) Nevergreen ( Blockhead Remix) When I Go ( Michal Menert (en) Remix) First Snow ( Ooah Remix) Jet Stream ( D.V.S* (en) Remix) Old Devil ( Kept Blue Remix) Rattlesnakes ( saQi Remix) Black Lake (Emancipator Remix) Safe In The Steep Cliffs ( Erothyme Remix) Siren ( Tor Remix) Soon It Will Be Cold Enough To Build Fires ( Aligning Minds Remix, avec voix de Robert Manos ) Vines ( The Great Mundane Remix) |
- | Dusk to Dawn remixes (Loci Records, 2015 ) [ 30 ] , [ 49 ] En FLAC et MP3 pour les États-Unis Dusk To Dawn (Frameworks Remix) Minor Cause (Eliot Lipp Remix) Eve II (ODESZA Remix) Afterglow (Little People Remix) Valhalla (NKLA Remix) The Way (Tor Remix) Outlaw (Lapa Remix) Merlion (D.V.S* Remix) Galapagos (saQi Remix) Natural Cause (9 Theory Remix) Dusk To Dawn (Erothyme Remix) |

### Albums live
- | Live in Athens (Loci Records, 2015 ) [ 29 ] , [ 50 ] When I Go Soon It Will Be Cold Enough To Build Fires Lionheart Valhalla Dusk To Dawn Merlion Smoke Signals Elephant Survival Diamonds Rattlesnake Jet Stream The Way Anthem Old Devil Minor Cause |

### Hors album
- | Free downloads (auto-produit (Emancipator Music) en MP3 , 2011 ) [ 15 ] , [ 51 ] Shook ( Sigur Rós X Mobb Deep ) Maps Father King |
- | Elephant Survival (auto-produit (Emancipator Music) en MP3, 2011 ) [ 16 ] , [ 52 ] Elephant Survival |

### Compilation Loci Records
- | Season One (Loci Records, 2014 ) [ 28 ] , [ 27 ] Tor (11) : Lux Emancipator : Diamonds D.V.S* And Space Jesus : Winter Is Coming Stratus (9) : Raindrop Nym : Lesser Known Good Lapa : Roadwalk Stèv : Nakamise Ambinate: Not Intended P3RIPH3RAL : GoodNyght |

## Production de Loci Records
- | Tor (11), Drum Therapy (album, 2012 ) [ 53 ] Glass & Stone Heikki Nomad The Thickness Aperture Lux Drum Therapy Moon 2 Paper Rain Let Me Down |
- | Stèv, Elsewhere (EP, 2013 ) [ 54 ] Winter Train Nakamise Climbing A Mountain With Your Best Friend Flying Tissue Hikikomori |
- | Season One (Compilation, 2014 ) [ 28 ] , [ 27 ] Tor (11) : Lux Emancipator : Diamonds D.V.S* And Space Jesus : Winter Is Coming Stratus (9) : Raindrop Nym : Lesser Known Good Lapa : Roadwalk Stèv : Nakamise Ambinate: Not Intended P3RIPH3RAL : GoodNyght |
- | D.V.S*, Comfort Zone (album, 2014 ) [ 55 ] Something Always Happens Winter Is Coming (coproduit avec Space Jesus Elbow From The Sky Hashu (feat. Stèv) We Could Be (feat. Jayce) Scents And Paints Holdin On Decoy Merlion (d'Emancipator, remixé par D.V.S*) |
- | Stèv, Beyond Stolen Notes (album, 2015 ) [ 56 ] Hiraku Hills are floating New lands discovery Lain is dreaming (feat. Earthquake Island) Urbinian Kodama no matsuri While you're fading (Cello by springintgut) Bamboo delays (feat. Godbless Computers) Haneda Origami flower Flying tissue (Stolen edit) |
- | Emancipator, Dusk To Dawn Remixes (remixes, 2015 ) [ 57 ] Dusk To Dawn (Frameworks Remix) Minor Cause (Eliot Lipp Remix) Eve II (ODESZA Remix) Afterglow (Little People Remix) Valhalla (NKLA Remix) The Way (Tor Remix) Outlaw (Lapa Remix) Merlion (D.V.S* Remix) Galapagos (saQi Remix) Natural Cause (9 Theory Remix) Dusk To Dawn (Erothyme Remix) |

## Emancipator sur d'autres œuvres
Le titre Maps de l'album Soon it will be cold enough est joué aux Jeux olympiques d'été de 2008.
La chanson Wolf Drawn de l'album Soon it will be cold enough est utilisée dans le trailer de Toby Dawson - Lost and Found, un documentaire sur le skieur acrobatique américain médaillé olympique Toby Dawson.
La chanson Merlion de l'album Dusk To Dawn est remixé par D.V.S* dans son album Comfort Zone.